# Riddersalen
Teatret Riddersalen er en del af forlystelsesetablissementet Lorry på Allégade (Frederiksberg). Teatersalen har plads til et publikum på 201 personer.
Stedet blev grundlagt i 1896 af Frederik Laurentius Feilberg, kaldet Lorry Feilberg. En i datiden kendt restauratør, der drev Lorry-komplekset under mottoet: "festligt, folkeligt og fornøjeligt".
Riddersalen har siden 1970 været hjemsted for Jytte Abildstrøms Teater.
Blandt teatrets mest kendte stykker er komedien Svend, Knud og Valdemar, der genåbnede teatret i 1970 efter nogle års stilhed. Siden er der årligt produceret en håndfuld forestillinger på stedet.